# Luigi Garzoni di Adorgnano
Luigi Garzoni di Adorgnano (Tricesimo, 19 gennaio 1890 – Cassacco, 14 febbraio 1972) è stato un compositore e filologo italiano.

## Biografia
Iniziò lo studio della musica sotto la guida del sacerdote Don Ubaldo Placereani. Successivamente, nel 1925, conseguì il diploma di magistero di Canto Corale nel Liceo Musicale "J. Tomadini" di Udine, sotto la guida di Mario Mascagni, cugino e allievo di Pietro Mascagni. Ottenne, inoltre, la maturità classica.
Garzoni studiò quindi a Bologna, nel Liceo Rossini, dove, superato l'esame di armonia, si iscrisse al corso di composizione, e poi a Roma, ove conseguì un secondo diploma di magistero di Canto Corale.
Collaborò inoltre, quale critico musicale, a vari giornali e riviste. Il Giornale del Friuli lo ebbe collaboratore dal 1926 al 1930; fu divulgatore dell'arte della musica, creatore e direttore di gruppi corali, tra cui "I cantori del Friuli", spostandosi per tutto il Friuli-Venezia Giulia, da Comeglians a Rivarotta, a Cargnacco, a Gorizia, a Lucinico, a Udine.
Fu anche poeta e l'Accademia Nazionale dei Poeti Dialettali d'Italia gli conferì la Penna D'Oro per i suoi meriti nel campo della poesia. I suoi versi in lingua italiana, latina e friulana, di cui si servì talvolta per comporre il testo di alcune villotte, sono raccolti in un volume dal titolo onomatopeico "Zinzilulando", edito dal Convivio letterario - Milano 1964 (Dizionario Biografico dei friulani).
Dietro invito della Filologica Friulana di cui era membro, al fine di raccogliere e tramandare il folklore delle genti friulane, percorse il Friuli e la Carnia, trascrivendo e armonizzando melodie popolari tramandate oralmente da padre a figlio.
Il 14 febbraio 1972 Luigi Garzoni di Adorgnano moriva nella sua villa di Cassacco.

## Opere
Le sue opere sono 901 composizioni musicali (solo quelle ufficialmente registrate) di carattere sacro, classico e popolare.
La sua produzione musicale comprende i generi di musica da camera, operetta, inni, salmo, messa, commedie musicali, canto e soprattutto villotta.